# Козелнік
Козелні́к (словац. Kozelník) — село в окрузі Банська Штявниця Банськобистрицького краю Словаччини. Станом на січень 2017 року в селі проживало 182 людей.

## Населення
| Рік:            | 1994. | 2004.   | 2014.    | 2024.   |
| --------------- | ----- | ------- | -------- | ------- |
| Кількість осіб: | 213   | 205     | 177      | 174     |
| Різниця:        |       | -3,75 % | -13,65 % | -1,69 % |

| Рік:            | 2023. | 2024.   |
| --------------- | ----- | ------- |
| Кількість осіб: | 167   | 174     |
| Різниця:        |       | +4,19 % |